# Mac Fan
Mac Fan（マックファン）は、マイナビ出版（旧・毎日コミュニケーションズ→マイナビ）が発行するMacintosh専門誌。1993年4月に月刊誌として創刊（一時期は月2回刊）。2024年3月を持って月刊を終了し、同年5月より隔月刊へと移行。奇数月の29日に発売。同タイミングでWebメディア「Mac Fan Portal」をローンチした。

## 概要
現在は奇数月29日発行である。2008年に累計発行部数が3000万冊を突破した。
雑誌の体裁は無線綴じ。表紙には芸能人、文化人。まれにApple CEOなどが登場する。
初代編集長は滝口直樹。以降、小林正明、原清。現在は笹本貴大が務める。

## 略歴
- 1993年4月 - 創刊。プレ創刊号の表紙を飾ったのはアジャ・コング。
- 1994年4月 - 月2回刊に移行。
- 1995年6月 - 姉妹誌として『Mac Fan Beginners』を創刊。
- 1996年9月 - 姉妹誌として『Mac Fan Internet』を創刊。3誌体制となる。
- 1997年7月 - パソコン教室「Mac Fanスクール」を開設。
- 1997年12月 - 大阪ドームで西日本初となるMac関連イベント「Mac Fan Expo in Kansai」を開催。
- 2001年5月 - 『Mac Fan Internet』が『インターネットファン』と誌名変更し同誌傘下から離脱（同年8月休刊）。
- 2003年 - 小林正明 編集長就任。
- 2003年12月 - 月刊に戻る。
- 2004年 - 『Mac Fan Beginners』休刊。主な連載は『Mac Fan』本誌に統合される。
- 2014年11月 - 原清 編集長就任。
- 2022年4月 - 笹本貴大 編集長就任。
- 2023年9月 - 30周年イベント「Mac Fan Fes」を開催。
- 2024年3月 - 隔月刊に移行。
- 2024年5月 - Webメディア「Mac Fan Portal」をローンチ。
- 2024年10月 - 「Mac Fan Portal」が開設5カ月で単月100万PVを達成。
- 2025年1月 - 「Mac Fan 2025年3月号」を発行。通巻500号に到達。